# 南城市
南城市（なんじょうし）は、沖縄本島南部の市で、2006年（平成18年）1月1日、島尻郡の佐敷町、知念村、玉城村、大里村が対等合併して誕生した。
沖縄県内11市の中でもっとも人口が少なく、かつ唯一警察署と高校がない。
警察署は与那原町の与那原警察署管轄地域、高校は公立の場合、与那原町にある県立知念高校および八重瀬町にある県立向陽高校に通う生徒が多い。

## 地理
沖縄本島南部の東海岸に面し、県庁所在地の那覇市からは南東へ約12㎞に位置する。島として久高島や奥武島がある。
旧大里村域を饒波川が西流、旧玉城村域を雄樋川が南流する。
水の郷百選の一つとして「“グスクと水の里”たまぐすく」が選定されている。旧玉城村域を中心にヒージャーと呼ばれる湧水、カーやガーと呼ばれる井戸が残されており祖先崇拝などの信仰の対象にもなっている。

### 字名一覧
住所表記はつきしろ（後述）を除き、いずれも字名の前に旧町村名がつく。たとえば、旧玉城村字富里の場合、「南城市玉城字富里」と表記する。これは字名が旧町村名と同一の場合も同じで、玉城字玉城、知念字知念などと表記する。
玉城地域
元は村制前の13村を引き継いだ13字を置いていたが、のちに4字新設され、現在は17字を数える。
- 糸数（いとかず）
- 奥武（おう）
- 垣花（かきのはな）
- 志堅原（しけんばる）
- 玉城（たまぐすく）
- 當山（とうやま）
- 中山（なかやま）
- 仲村渠（なかんだかり）
- 百名（ひゃくな）
- 富里（ふさと）
- 船越（ふなこし）
- 前川（まえかわ）
- 屋嘉部（やかぶ）

以下は村制以後に新設された字である。
- 愛地（あいち）：1951年、垣花の一部より新設。
- 親慶原（おやけばる）：1951年、船越の一部より新設。
- 喜良原（きらばる）：1966年、糸数の一部より新設。
- 堀川（ほりかわ）：志堅原？の一部より新設。年不詳。[3][4]

大里地域
元は村制前の7村を引き継いだ7字を置いていたが、のちに1字新設され、現在は8字を数える。
- 稲嶺（いなみね）…稲嶺区、目取真区、湧稲国区、大里グリーンタウン（一部除く）
- 大里（おおざと）…西原区、南風原区、大里ニュータウンの一部
- 大城（おおしろ）…大城区、稲福区、真境名区、大里第二団地、大里ニュータウンの一部
- 高平（たかひら）…高宮城区、平川区、銭又区、大里グリーンタウンの一部
- 仲間（なかま）…仲程区、当間区、大里団地、大里グリーンタウンの一部、大里ニュータウンの一部
- 古堅（ふるげん）…古堅区、島袋区、福原区
- 嶺井（みねい）…嶺井区、嶺井団地

以下は村制以後に新設された字である。
- 平良（たいら）…平良区：大里の一部より新設。年不詳。[3][4]

佐敷地域
元は村制前の8村を引き継いだ8字を置いていたが、のちに3字新設され、現在は11字を数える。
- 小谷（おこく）
- 佐敷（さしき）
- 新里（しんざと）
- 津波古（つはこ）
- 手登根（てどこん）
- 仲伊保（なかいほ）
- 冨祖崎（ふそざき）
- 屋比久（やびく）

以下は村制以後に新設された字である。
- 伊原（いばら）：戦後、屋比久の一部より新設。
- 兼久（かねく）：戦後、佐敷の一部より新設。
- 新開（しんかい）：埋立により新設。年不詳。[3][4]

知念地域
元は村制前の7村を引き継いだ7字を置いていたが、のちに4字新設され、現在は11字を数える。
- 安座真（あざま）
- 久高（くだか）
- 久手堅（くでけん）
- 志喜屋（しきや）
- 知名（ちな）
- 知念（ちねん）
- 山里（やまざと）

以下は1947年に新設された字である。
- 海野（うみの）：知名の一部より新設。
- 具志堅（ぐしけん）：知念の一部より新設。
- 久原（くはら）：知名の一部より新設。
- 吉富（よしとみ）：久手堅の一部より新設。[3][4]

つきしろ
南城市佐敷、玉城、知念の旧3町村にまたがる通称 "つきしろの街" を字として新設する案が平成24年（2012年）9月定例会で可決され、平成25年（2013年）4月1日から「南城市字つきしろ」が誕生した。なお、小中学校の学区は旧町村域に関係なくすべて佐敷小学校・佐敷中学校となる。
- つきしろ（2013年〈平成25年〉、佐敷佐敷・玉城垣花・知念志喜屋の各一部より発足）

### 隣接している自治体
いずれも島尻郡
- 与那原町
- 南風原町
- 八重瀬町

### 人口
| |                                        |  |
| 南城市と全国の年齢別人口分布（2005年） | 南城市の年齢・男女別人口分布（2005年） |  |
| ■紫色 ― 南城市 ■緑色 ― 日本全国 | ■青色 ― 男性 ■赤色 ― 女性              |  |
| 南城市（に相当する地域）の人口の推移 \| 1970年（昭和45年） \| 29,133人 \| \| \| 1975年（昭和50年） \| 30,885人 \| \| \| 1980年（昭和55年） \| 34,124人 \| \| \| 1985年（昭和60年） \| 36,062人 \| \| \| 1990年（平成2年） \| 36,836人 \| \| \| 1995年（平成7年） \| 38,173人 \| \| \| 2000年（平成12年） \| 39,130人 \| \| \| 2005年（平成17年） \| 39,651人 \| \| \| 2010年（平成22年） \| 39,758人 \| \| \| 2015年（平成27年） \| 42,016人 \| \| \| 2020年（令和2年） \| 44,043人 \| \| |                                        |  |
| 総務省統計局 国勢調査より |                                        |  |
| 1970年（昭和45年） | 29,133人                               |  |
| 1975年（昭和50年） | 30,885人                               |  |
| 1980年（昭和55年） | 34,124人                               |  |
| 1985年（昭和60年） | 36,062人                               |  |
| 1990年（平成2年） | 36,836人                               |  |
| 1995年（平成7年） | 38,173人                               |  |
| 2000年（平成12年） | 39,130人                               |  |
| 2005年（平成17年） | 39,651人                               |  |
| 2010年（平成22年） | 39,758人                               |  |
| 2015年（平成27年） | 42,016人                               |  |
| 2020年（令和2年） | 44,043人                               |  |

### 気候
平均気温が約23度、年間降水量は約1800mm以上と高温多湿な亜熱帯性の気候（ケッペンの気候区分では、温暖湿潤気候（Cfa））を示す。
| 糸数 (標高186m)の気候                                    | 糸数 (標高186m)の気候 | 糸数 (標高186m)の気候 | 糸数 (標高186m)の気候 | 糸数 (標高186m)の気候 | 糸数 (標高186m)の気候 | 糸数 (標高186m)の気候 | 糸数 (標高186m)の気候 | 糸数 (標高186m)の気候 | 糸数 (標高186m)の気候 | 糸数 (標高186m)の気候 | 糸数 (標高186m)の気候 | 糸数 (標高186m)の気候 | 糸数 (標高186m)の気候 |
| 月                                                       | 1月                   | 2月                   | 3月                   | 4月                   | 5月                   | 6月                   | 7月                   | 8月                   | 9月                   | 10月                  | 11月                  | 12月                  | 年                    |
| -------------------------------------------------------- | --------------------- | --------------------- | --------------------- | --------------------- | --------------------- | --------------------- | --------------------- | --------------------- | --------------------- | --------------------- | --------------------- | --------------------- | --------------------- |
| 最高気温記録 °C （°F）                                   | 25.0 (77)             | 26.2 (79.2)           | 26.5 (79.7)           | 29.6 (85.3)           | 31.5 (88.7)           | 32.0 (89.6)           | 34.3 (93.7)           | 36.1 (97)             | 33.9 (93)             | 31.9 (89.4)           | 29.2 (84.6)           | 26.6 (79.9)           | 36.1 (97)             |
| 平均最高気温 °C （°F）                                   | 18.5 (65.3)           | 19.0 (66.2)           | 20.6 (69.1)           | 22.9 (73.2)           | 25.6 (78.1)           | 28.2 (82.8)           | 30.5 (86.9)           | 30.6 (87.1)           | 29.5 (85.1)           | 26.9 (80.4)           | 23.7 (74.7)           | 20.2 (68.4)           | 24.7 (76.5)           |
| 日平均気温 °C （°F）                                     | 15.5 (59.9)           | 15.8 (60.4)           | 17.3 (63.1)           | 19.7 (67.5)           | 22.5 (72.5)           | 25.4 (77.7)           | 27.2 (81)             | 27.1 (80.8)           | 26.0 (78.8)           | 23.6 (74.5)           | 20.6 (69.1)           | 17.2 (63)             | 21.5 (70.7)           |
| 平均最低気温 °C （°F）                                   | 13.3 (55.9)           | 13.4 (56.1)           | 14.9 (58.8)           | 17.3 (63.1)           | 20.2 (68.4)           | 23.5 (74.3)           | 25.2 (77.4)           | 25.0 (77)             | 23.9 (75)             | 21.5 (70.7)           | 18.6 (65.5)           | 15.1 (59.2)           | 19.3 (66.7)           |
| 最低気温記録 °C （°F）                                   | 4.1 (39.4)            | 4.9 (40.8)            | 6.3 (43.3)            | 10.1 (50.2)           | 13.3 (55.9)           | 14.7 (58.5)           | 19.6 (67.3)           | 21.2 (70.2)           | 17.9 (64.2)           | 14.8 (58.6)           | 11.2 (52.2)           | 7.9 (46.2)            | 4.1 (39.4)            |
| 降水量 mm （inch）                                       | 101.6 (4)             | 119.7 (4.713)         | 141.8 (5.583)         | 164.4 (6.472)         | 243.7 (9.594)         | 289.4 (11.394)        | 154.3 (6.075)         | 181.9 (7.161)         | 218.6 (8.606)         | 169.1 (6.657)         | 118.2 (4.654)         | 126.2 (4.969)         | 2,028.9 (79.878)      |
| 平均降水日数 （≥1.0 mm）                                 | 11.1                  | 10.8                  | 12.1                  | 11.1                  | 12.3                  | 12.1                  | 9.7                   | 11.5                  | 12.0                  | 10.0                  | 9.5                   | 9.8                   | 131.9                 |
| 平均月間日照時間                                         | 95.0                  | 94.1                  | 115.7                 | 116.4                 | 127.9                 | 141.4                 | 238.3                 | 211.9                 | 179.5                 | 169.7                 | 124.1                 | 107.4                 | 1,714                 |
| 出典1：理科年表                                          |                       |                       |                       |                       |                       |                       |                       |                       |                       |                       |                       |                       |                       |
| 出典2：気象庁 (平均値：1991年-2020年、極値：1977年-現在) |                       |                       |                       |                       |                       |                       |                       |                       |                       |                       |                       |                       |                       |

## 歴史
琉球開闢神話のアマミキヨの伝説の地である。14世紀末には島添大里按司の支配地域だった。
尚巴志出生の地（佐敷出身）で、尚巴志が三山を統一し、琉球王国の第一尚氏王統がはじまる。

### 沿革
- 1908年（明治41年）4月1日 - 町村制施行に伴い、佐敷・知念・玉城・大里の「東方四間切」も村に移行[8]。

- 1945年（昭和20年） - 沖縄戦の終戦直後、避難民の収容地区として米軍指定で「知念市」誕生。翌年、村に戻る[8]。
- 1949年（昭和24年） - 字与那原、上与那原・板良敷が大里村から分離、与那原町となる[8]。
- 1980年（昭和55年） - 佐敷、町制施行[8]
- 2003年（平成15年）11月 - 南風原町・東風平町・大里村・具志頭村合併協議会設置[8]
- 2003年（平成15年）12月 - 佐敷町・知念村・玉城村・与那原町合併協議会設置[8]
- 2004年（平成16年）9月 - 南風原町・東風平町・大里村・具志頭村合併協議会解散[8]
- 2004年（平成16年）12月 - 佐敷町・知念村・玉城村・与那原町合併協議会解散[8]
- 2005年（平成17年）1月 - 佐敷町・知念村・玉城村・大里村合併協議会を設置[8]
- 2005年（平成17年）3月 - 新市名称を「南城市」に決定。合併協定書に調印[8]
- 2006年（平成18年）1月1日 - 南城市誕生[8]

- 2006年（平成18年）11月1日 - 市章を制定する[9]。旧玉城村役場を市役所本庁舎とする。
- 2018年（平成30年）5月28日 - 佐敷新里に新市庁舎が完成。玉城富里の旧庁舎（玉城庁舎）と大里仲間の大里庁舎から移転統合される。

### 市町村合併
当初は佐敷町・玉城村・知念村と与那原町の4町村で法定協議会を設けて協議し、新市名も「東方市」（あがりかたし）に決定していたが、新市庁舎の位置で、折り合いがつかずに協議が決裂し、与那原町を除く3町村と、南風原町・東風平町・具志頭村との合併協議が破談となった大里村で合併に向けた協議が進められた。
2005年（平成17年）1月25日に任意協議会、同年2月28日に法定協議会を設置し、2006年（平成18年）1月1日に南城市が誕生した。

## 行政
市長
| 代   | 氏名       | 就任年月日    | 退任年月日    | 備考         |
| ---- | ---------- | ------------- | ------------- | ------------ |
| 初代 | 古謝景春   | 2006年2月12日 | 2018年2月11日 | 旧知念村長   |
| 2代  | 瑞慶覧長敏 | 2018年2月12日 | 2022年2月11日 | 元衆議院議員 |
| 3代  | 古謝景春   | 2022年2月12日 | 現職          |              |

市庁舎
- 議会事務局（監査委員）
- 選挙管理委員会・監査委員事務局
- 会計課
- 新型コロナウイルス対策室
- 総務部
  - 総務課
  - 財政課
  - 税務課
- 企画部
  - 企画課
  - 政策調整室
  - まちづくり推進課
  - 観光商工課
  - 情報推進課
- 農林水産部
  - 産業振興課
  - 農業委員会
  - 田園整備課
- 土木建築部
  - 都市建設課
  - 施設整備課

- 市民部
  - 市民課
  - 生活環境課
  - 健康増進課
  - 国保年金課
- 福祉部（福祉事務所）
  - 社会福祉課
  - 生きがい推進課
  - 子育て支援課
- 上下水道部
  - 水道課
  - 下水道課
- 教育委員会
  - 教育部
    - 教育総務課
    - 教育指導課
    - 教育施設課
    - 生涯学習課
    - 文化課

- 南城市文化センター（佐敷佐敷）
  - 企画部
    - まちづくり推進課

## 議会

### 県議会
2020年沖縄県議会議員選挙
- 選挙区：島尻・南城市選挙区
- 定数：4人
- 投票日：2020年6月7日
- 当日有権者数：104,298人
- 投票率：50.03％

| 候補者名 | 当落 | 年齢 | 党派名         | 新旧別 | 得票数   |
| -------- | ---- | ---- | -------------- | ------ | -------- |
| 座波一   | 当   | 60   | 自由民主党     | 現     | 11,727票 |
| 大城憲幸 | 当   | 51   | 無所属         | 現     | 8,875票  |
| 石原朝子 | 当   | 60   | 自由民主党     | 新     | 8,848票  |
| 玉城武光 | 当   | 71   | 日本共産党     | 現     | 8,710票  |
| 大城一馬 | 落   | 72   | 沖縄社会大衆党 | 現     | 6,833票  |
| 大城民夫 | 落   | 55   | 無所属         | 新     | 6,431票  |

### 衆議院
- 選挙区：沖縄4区（石垣市、糸満市、豊見城市、宮古島市、南城市、島尻郡（与那原町、南風原町、八重瀬町）、宮古郡、八重山郡）
- 任期：2021年10月31日 - 2025年10月30日
- 投票日：2021年10月31日
- 当日有権者数：295,455人
- 投票率：55.05％

| 当落 | 候補者名   | 年齢 | 所属党派   | 新旧別 | 得票数   | 重複 |
| ---- | ---------- | ---- | ---------- | ------ | -------- | ---- |
| 当   | 西銘恒三郎 | 67   | 自由民主党 | 前     | 87,671票 | ○    |
|      | 金城徹     | 68   | 立憲民主党 | 新     | 72,031票 | ○    |

## 経済
農業と観光が主な産業。
出版文化産業振興財団の調査によると、2024年8月現在で、沖縄県内の市で唯一、市内に書店が1軒もない（全国的に見ても書店のない15道県24市のひとつ）。

## 姉妹都市・提携都市

### 国内
- 宮崎県西臼杵郡高千穂町（2009年〈平成21年〉1月19日姉妹都市盟約を締結）

## 教育

### 中学校
- 南城市立玉城中学校
- 南城市立佐敷中学校
- 南城市立大里中学校
- 南城市立知念中学校
- 珊瑚舎スコーレ東表中学校（私立、夜間中学校）

### 小学校
- 南城市立玉城小学校
- 南城市立百名小学校
- 南城市立船越小学校
- 南城市立佐敷小学校
- 南城市立馬天小学校
- 南城市立大里北小学校
- 南城市立大里南小学校
- 南城市立知念小学校

### 小中学校併置校
- 南城市立久高小中学校

## 交通
- 最寄りの空港は那覇空港。
- 2019年（令和元年）10月1日より市役所に併設するバスターミナルを発着点とし、ほとんどの路線が循環運行を行うコミュニティバス「Nバス」（沖縄バスが受託運行）の運行を開始。那覇市方面からの路線バスも多くが南城市役所を発着点とする形に再編され、Nバスと接続する。

### 路線バス
以下の路線が市内を通っている。下表の運行会社の「琉」は琉球バス交通の路線、「沖」は沖縄バスの路線、「東」は東陽バスの路線。
| 番号                                                             | 路線名                         | 運行 会社                    | 終点                         | 市町村                                         | 南城市内の主な経由地                       |
| 那覇バスターミナル起点の路線                                     | 那覇バスターミナル起点の路線   | 那覇バスターミナル起点の路線 | 那覇バスターミナル起点の路線 | 那覇バスターミナル起点の路線                   | 那覇バスターミナル起点の路線               |
| ---------------------------------------------------------------- | ------------------------------ | ---------------------------- | ---------------------------- | ---------------------------------------------- | ------------------------------------------ |
| 37                                                               | 那覇新開線                     | 東                           | 南城市役所（一部馬天営業所） | 那覇市 - 南風原町 - 与那原町 - 南城市          | 馬天、新里                                 |
| 38                                                               | 志喜屋線                       | 東                           | 志喜屋                       | 那覇市 - 南風原町 - 与那原町 - 南城市          | 馬天、佐敷、斎場御嶽入口、知念             |
| 338                                                              | 斎場御嶽線                     | 東                           | 斎場御嶽入口                 | 那覇市 - 南風原町 - 与那原町 - 南城市          | 馬天、佐敷                                 |
| 39                                                               | 南城線                         | 沖                           | 南城市役所                   | 那覇市 - 南風原町 - 与那原町 - 南城市          | 馬天、新里                                 |
| 40                                                               | 大里線                         | 沖                           | 南城市役所                   | 那覇市 - 南風原町 - 南城市                     | 仲程、大里グリーンタウン、大城             |
| 50                                                               | 百名（東風平）線               | 琉                           | 百名バスターミナル           | 那覇市 - 南風原町 - 八重瀬町 - 南城市          | 富里、玉城                                 |
| 51                                                               | 百名（船越）線                 | 琉                           | 百名バスターミナル           | 那覇市、南風原町、八重瀬町、南風原町、南城市   | 稲嶺、船越、富里、玉城                     |
| 54                                                               | 前川線                         | 琉                           | 玉泉洞前                     | 那覇市、南風原町、八重瀬町、南風原町、南城市   | 稲嶺、前川                                 |
| 83                                                               | 玉泉洞線                       | 琉                           | 玉泉洞前                     | 那覇市 - 南風原町 - 八重瀬町 - 南城市          | （玉泉洞前のみ）                           |
| サンエーパルコシティ前または国立劇場おきなわ（結の街）起点の路線 |                                |                              |                              |                                                |                                            |
| 309                                                              | 大里結の街線                   | 沖                           | 南城市役所                   | 浦添市 - 那覇市 - 南風原町 - 南城市            | 仲程、大里グリーンタウン、大城             |
| 339                                                              | 南城結の街線                   | 沖                           | 南城市役所                   | 浦添市 - 那覇市 - 南風原町 - 与那原町 - 南城市 | 馬天、新里                                 |
| 391                                                              | 城間（サンエーパルコシティ）線 | 東                           | 馬天営業所                   | 浦添市 - 那覇市 - 南風原町 - 与那原町 - 南城市 | 馬天、新里                                 |
| 糸満バスターミナル起点の路線                                     |                                |                              |                              |                                                |                                            |
| 36                                                               | 糸満〜新里線                   | 沖                           | 南城市役所                   | 糸満市、八重瀬町、南城市、与那原町、南城市     | 稲嶺、仲程、古堅、（与那原町）、馬天、新里 |
| 81                                                               | 西崎・向陽高校線               | 琉                           | 玉泉洞前                     | 糸満市 - 八重瀬町 - 南城市                     | （玉泉洞前のみ）                           |
| 82                                                               | 玉泉洞糸満線                   | 琉                           | 玉泉洞前                     | 糸満市 - 八重瀬町 - 南城市                     | （玉泉洞前のみ）                           |
| 那覇市首里経由、浦添市城間折り返しの路線                         |                                |                              |                              |                                                |                                            |
| 191                                                              | 城間（一日橋）線               | 東                           | 馬天営業所（起終点）         | 南城市、与那原町、南風原町、那覇市、浦添市     | 馬天、新里                                 |

### 乗合タクシー
「おでかけなんじい」という乗合タクシーがある。出発30分前まで（始発便は前日まで）に予約し、久高島内を除く南城市内の任意の場所で乗降が可能。

### 船舶
- 安座真港～久高島（久高海運）

### 道路
一般国道
- 国道331号
  - 港川バイパス
  - 百名バイパス

主要地方道
- 沖縄県道77号糸満与那原線
- 沖縄県道86号南風原知念線
  - 地域高規格道路南部東道路

一般県道
- 沖縄県道17号線
- 沖縄県道48号線
- 沖縄県道137号佐敷玉城線
- 沖縄県道138号線
- 沖縄県道236号玉城那覇自転車道線（沖縄のみち自転車道）

### 港湾
- 馬天港（かつての表記は場天） - 過去に久高島への定期船が出ていた。
- 徳仁港
- 安座真港（久高島への定期船が就航している）

## 主要施設

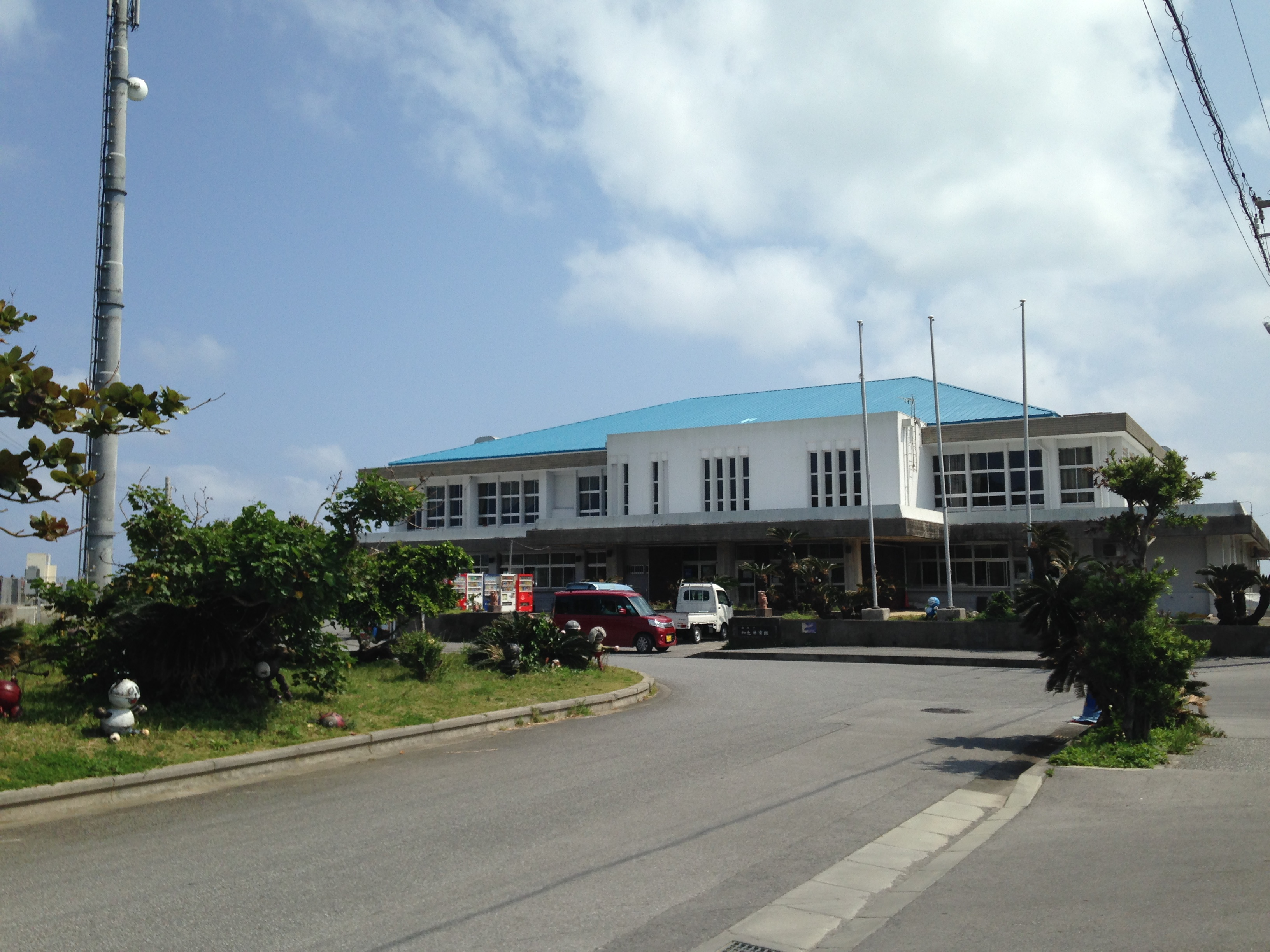
知念体育館

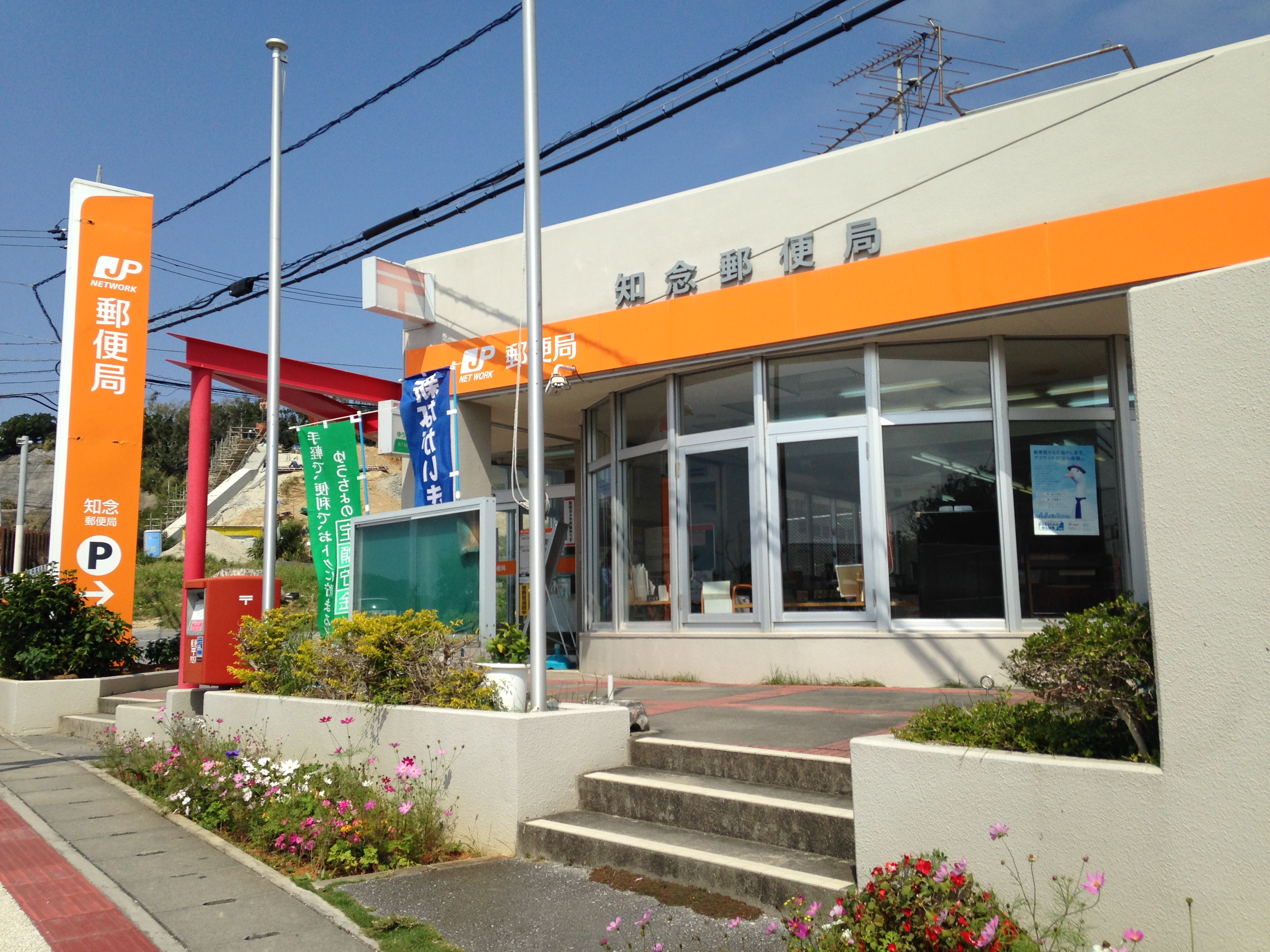
知念郵便局

### 国の施設
- 沖縄刑務所（知念具志堅）
- 国土地理院沖縄験潮場（知念安座間）
- 航空自衛隊知念分屯基地（佐敷佐敷）
- 陸上自衛隊知念分屯地（知念知念）

### 県の施設
- ユインチホテル（旧沖縄厚生年金休暇センター）（佐敷新里）
- 沖縄県動物愛護センター（大里大里）
- 沖縄県中央食肉衛生研究所（大里大里）
- 沖縄県中央家畜保健衛生所（大里大里）
- 沖縄県食肉センター（大里大城）
- 沖縄県玉城少年自然の家（玉城玉城）

### 市の施設

#### 佐敷地区
- 南城市文化センター（愛称・シュガーホール）
- 南城市立図書館佐敷分館
- さしきスポ・レクセンター
- 佐敷勤労者体育センター
- 南城市社会福祉協議会佐敷支所
- 南城市立シュガー児童館
- 南城市立ひまわり児童館
- 市営新開球場
- 冨祖崎公園

#### 大里地区
- 南城市大里農村環境改善センター
- 南城市立図書館大里分館
- 南城市立大里中央児童館
- 南城市立大里北児童館
- 南城市立大里南児童館
- 大里勤労者体育センター
- 大里内原公園
- 南城市社会福祉協議会

#### 玉城地区
- 南城市中央公民館（1977年7月に旧玉城村中央公民館として開館、2022年9月1日閉鎖[18]）
- 南城市立図書館玉城分館
- 南城市社会福祉協議会玉城支所
- 南城市立仲村渠児童館
- グスクロード公園
- 玉城野球場
- 南城市陸上競技場
- 玉城庭球場
- 玉城総合体育館

#### 知念地区
- 南城市立知念図書館
- 南城市社会福祉協議会知念支所
- 知念体育館
- 知念屋外運動場
- がんじゅう駅・南城（南城市体験滞在交流施設）
- 海の館・イノー（南城市海洋体験施設）
- 緑の館セーファ（南城市歴史学習体験施設）
- 志喜屋漁港多目的広場

### 衛生
- 島尻消防清掃組合（玉城富里）
  - 島尻環境美化センター（玉城奥武）

### 警察・消防
- 与那原警察署
  - 仲程交番（大里仲間）
  - 佐敷駐在所（佐敷佐敷）
  - 親慶原駐在所（玉城親慶原）
  - 久手堅駐在所（知念久手堅）
- 島尻消防組合
  - 島尻消防署（玉城屋嘉部）
    - 佐敷出張所（佐敷佐敷）

  - 島尻消防組合消防団

### 郵政
- 佐敷郵便局
- 津波古簡易郵便局
- 大里郵便局
- 玉城郵便局
- 親慶原簡易郵便局
- 百名簡易郵便局
- 奥武簡易郵便局
- 知念郵便局
- 知念久高簡易郵便局

## 名所・旧跡・観光スポット

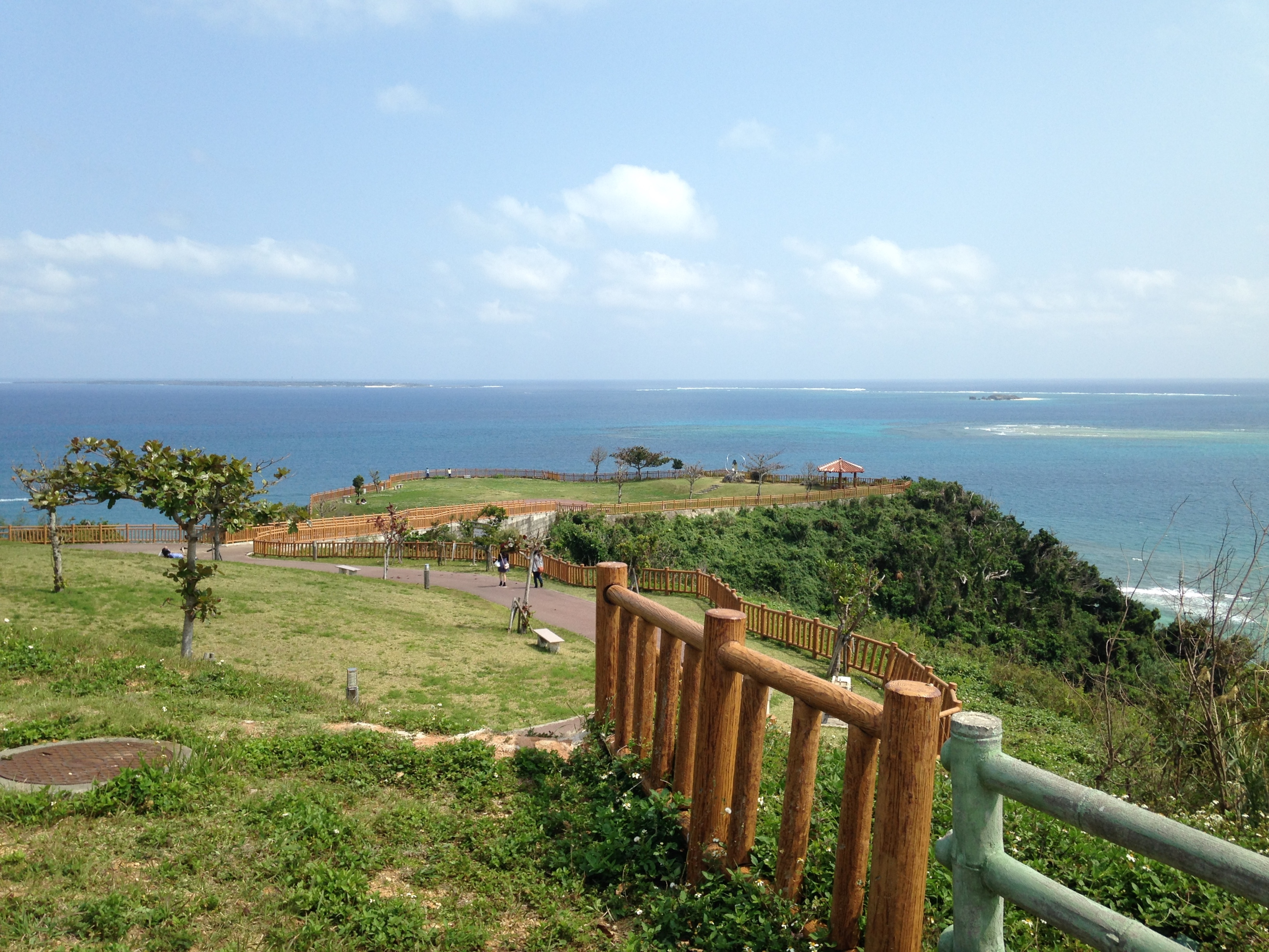
知念岬公園。沖合に久高島（左）とクマカ島（右）が浮かぶ

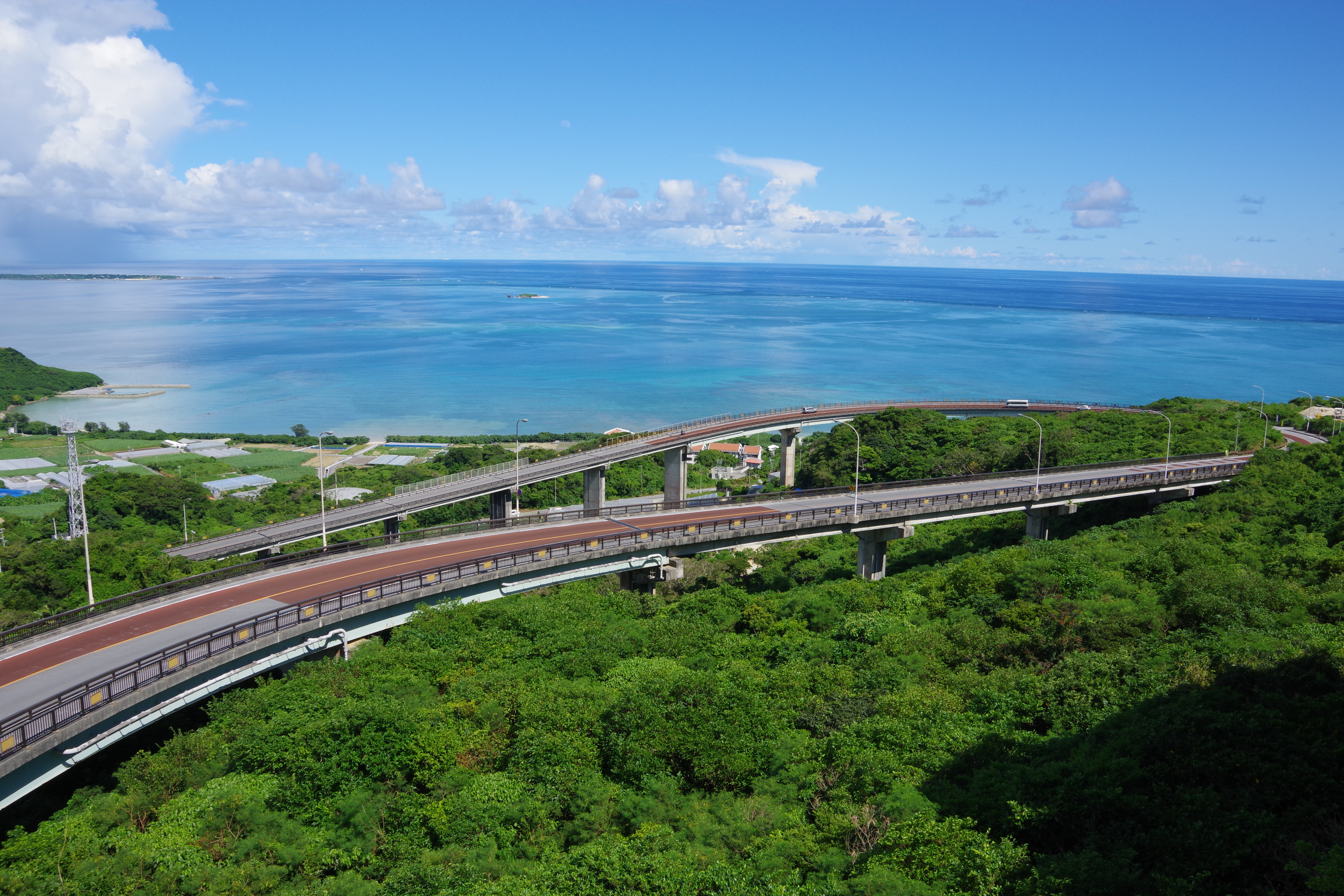
ニライ・カナイ橋

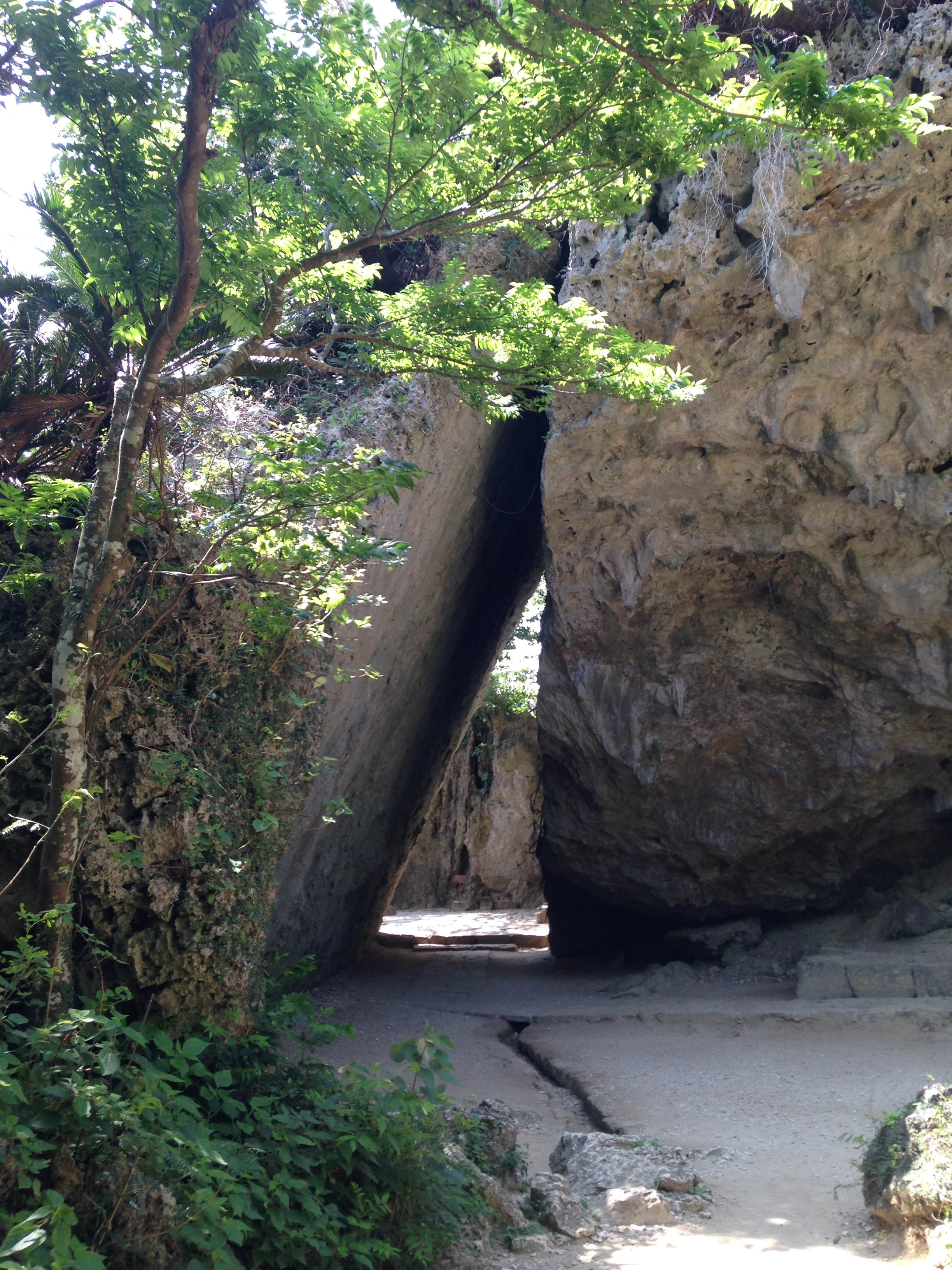
斎場御嶽

### 佐敷地区
- 新里ビラ
- 佐敷上グスク・つきしろの宮
- ハマジンチョウ群落

### 大里地区
- 島添大里城
- 大城グスク

### 玉城地区
- 玉城城跡 - 国の史跡
- 糸数城跡 - 国の史跡
- 垣花樋川（湧水・名水百選）
- 垣花城跡
- 仲村渠樋川（なかんだかりひーじゃー）あるいは仲村渠樋川井（なかんだかりひーじゃーがー）

国指定の重要文化財。仲村渠集落中心部の湧水に1912年（大正元年）から翌年にかけて構築された石造井泉。1995年（平成7年）重要文化財指定。沖縄戦で一部破壊され、2004年（平成16年）にいきががー（男性用水場）、いなぐがー（女性用水場）、広場、拝所、共同風呂、かーびら（石畳）を有する当初の形に復元されている。以前は生活用水として利用されていた。簡易水道の普及により、現在は農業用水として使われている。
- おきなわワールド文化王国・玉泉洞
- サキタリ洞遺跡

2012年（平成24年）、旧石器時代（約2万3000年前）の貝製の釣り針が発見された。世界最古級。1.4センチメートルで巻貝の底を割って三日月形にして、磨いて先端を尖らせていた。発表した沖縄県立博物館・美術館の特別展で展示された。
- 新原ビーチ
- ミントングスク

### 知念地区
- 斎場御嶽（琉球王国のグスク及び関連遺産群）
- 久高島
- 知念城跡
- 知念岬公園
- ニライ・カナイ橋
- あざまサンサンビーチ

## メディア
- ハートFMなんじょう（当市を放送対象地域とするコミュニティ放送。南笑事が運営。事務所・スタジオは佐敷津波古）
- ラジオ沖縄送信所（大里大城、1998年に那覇市首里崎山町から移転、同時に周波数と出力が現在のものに変更された）
- 佐敷テレビ中継局（知念久原の守礼カントリークラブ内、1995年に開局、おもに市北部と中城湾沿岸町村をカバーしている）
- 志喜屋テレビ中継局（知念山里半田原（沖縄刑務所南方）、おもに知念半島南西部の国道331号沿い周辺をカバーしている）

## 主な祭事・催事
- イザイホー
久高島で12年に一度の午（うま）年の旧正月に行われる祭（1978年〈昭和53年〉を最後に実施されていない）
- 尚巴志ハーフマラソン
- 東御廻い国際ジョイアスロン
- うふざとヌ ムーチーさい
- 知名のヌーバレー
- ー伝統の競漕ー帆掛サバニフェスタin南城

2007年（平成19年）より、あざまサンサンビーチ（知念安座真）にて毎年9月に開催。
- ハイ祭ストリートダンスコンテスト

2007年（平成19年）より、あざまサンサンビーチ（知念安座真）にて毎年3月に開催。

## 著名な出身者

### 旧佐敷町
- 尚巴志王（琉球王国の建国者）
- 津波信一（ローカルタレント）
- 西村弥（東北楽天ゴールデンイーグルス）

### 旧大里村
- 瑞慶覧長方（元沖縄県議会議員）
- 瑞慶覧長敏（市長（2022年2月11日任期満了）、元衆議院議員）

### 旧玉城村
- 大城将保（歴史研究家）
- こきざみインディアン（ローカルお笑いタレント）
- 嶺井博希（福岡ソフトバンクホークス）
- 高良勉（詩人）
- あきら本店（お笑いコンビパーラナイサーラナイ）

### 旧知念村
- 古謝景春 （前市長（2022年2月12日より再度就任）、旧知念村長）
- 西銘順志郎（元参議院議員）
- 西銘恒三郎（衆議院議員、復興大臣、内閣府特命担当大臣（沖縄及び北方対策担当））

## ゆかりのある人物
- 新垣結衣（俳優。旧大里村立大里中学校卒業。）
- 原田幸哉（ボートレーサー。三重県出身。同市内に在住）
- 西銘順治（第3代沖縄県知事、知念村名誉村民）

## 南城市を舞台にした作品
- P.A.WORKS制作のアニメ『白い砂のアクアトープ』の舞台となっている。